# Tayeb Braikia
Tayeb Braikia (* 8. März 1974 in Aarhus) ist ein ehemaliger dänischer Radrennfahrer und heutiger Radsporttrainer.

## Radsport-Laufbahn
Tayeb Braikia war in den 1990er Jahren und Anfang der 2000er Jahre einer der erfolgreichsten Radsportler Dänemarks, auf der Straße wie auf der Bahn. 1992 errang er als Junior erstmals Podiumsplätze in verschiedenen Disziplinen bei dänischen Meisterschaften. 1995 gewann er die Skandinavische Meisterschaft in der Mannschaftsverfolgung. Bis 1998 errang er weitere Titel sowie Podiumsplätze bei nationalen sowie skandinavischen Meisterschaften der Elite, so etwa 1996, 1997 und 1998 die dänische Meisterschaft in der Mannschaftsverfolgung, wo auch bekannte Fahrer wie Jimmi Madsen, Michael Sandstød und Jakob Piil mit ihm fuhren. 1996 errang er den dänischen Meistertitel im Straßenrennen des Nachwuchses.
1997 belegte Braikia Rang drei bei der Tour de Berlin. In der Folgezeit fuhr und gewann er weiterhin Straßenrennen, wie 1998 die  Ronde van Overijssel (als Erster Nicht-Niederländer) sowie das Wilmington Classic, 1999 den  Circuit Franco-Belge, 2001 die  Clásica de Almería, und 2000 startete er beim Giro d’Italia. Zunehmend legte er aber seinen Schwerpunkt auf den Bahnradsport und Sechstagerennen. Er startete bei insgesamt 29 Sechstagerennen und gewann 1997 in Grenoble mit Jakob Piil sowie 1999 in Kopenhagen mit Jimmi Madsen. Bei den UCI-Bahn-Weltmeisterschaften 2000 in Manchester wurde er Fünfter im Punktefahren, im selben Jahr dänischer Vize-Meister in der Einerverfolgung sowie im Punktefahren; im Zweier-Mannschaftsfahren belegte er mit Morten Voss Christiansen Platz drei.
2001 stürzte Tayeb Braikia bei der ersten Etappe der Murcia-Rundfahrt in einem Massensprint. Er erlitt eine schwere Schulterverletzung und musste seine aktive Radsport-Laufbahn im Alter von 27 Jahren beenden.

## Berufliches
Seit 2009 ist Braikia als Trainer der dänischen Bahnrad-Nationalmannschaft tätig, bis Januar 2011 gemeinsam mit dem Deutschen Sven Meyer. Von 2002 bis 2005 hatte er diesen Posten schon einmal inne.

## Erfolge
1996
- Dänischer Meister – Mannschaftsverfolgung (mit Jimmi Madsen, Michael Sandstød, Frederik Bertelsen)
- Dänischer Meister – Straßenrennen (Nachwuchs)

1997
- Dänischer Meister – Mannschaftsverfolgung (mit Jimmi Madsen, Frederik Bertelsen, Michael Sandstød, Ronny Lerche, Kim Malling Kiær, Camillo Gravesen)
- Sechstagerennen von Grenoble, mit Jakob Piil

1998
- Dänischer Meister – Mannschaftsverfolgung (mit Jimmi Madsen, Jakob Piil, Kim Marcussen)
- Ronde van Overijssel
- Wilmington Classic

1999
- Circuit Franco-Belge
- Sechstagerennen von Kopenhagen, mit Jimmi Madsen

2001
- Clásica de Almería

## Teams
1998–1999
Acceptcard Pro Cycling
2000–2001
Linda McCartney Racing Team
2001–2002
Lotto-Adecco